# Klatovské katakomby
Klatovské katakomby jsou označením pro krypty pod klatovským jezuitským kostelem zasvěceným Neposkvrněnému početí Panny Marie a sv. Ignácovi.

## Historie
Krypty byly budovány jako součást stavby kostela v letech 1656–1676. Podle plánů stavitelů se staly pohřebištěm příslušníků jezuitského řádu a jeho dobrodinců z řad místní šlechty, vojska, měšťanů. V letech 1676–1783 do nich bylo uloženo k věčnému spánku více než 200 zemřelých. V roce 1784 panovník Josef II. zakázal pohřbívání v kryptách, a tak posledním zde pohřbeným se stal v roce 1783 Antonín Weichs. Zřejmě nejznámějším z pohřbených je Pater Adalbert Chanovský z Dlouhé Vsi, misionář působící v jihozápadních Čechách v 1. polovině 17. století.
Těla položená na hoblinách v dubových rakvích byla obložena chmelem. Každá rakev byla označena olověnou identifikační destičkou. Působením vzduchu dovedeného do krypt důmyslným systémem větracích kanálů došlo k jejich postupnému vysušení – k mumifikaci – tak, že dnes váží 8 – 10 kg. Větrací systém, jenž ústil až na střeše kostela, zajišťoval v katakombách relativně stálou teplotu a vlhkost vzduchu. Po dlouhá léta byla těla prakticky nedotčena. 
Při opravě střechy jezuitského kostela ve 30. letech 20. století zasypali dělníci stavebním odpadem větrací šachty a kanály, které stoupaly zdivem pilířů až pod střešní římsu. Tím se zcela změnilo prostředí ve sklepení a převážná část mumií se rozpadla. Celkem 140 zničených mumií bylo v roce 1937 pohřbeno do hromadného hrobu na hřbitově sv. Jakuba v Klatovech. Místo uložení ostatků připomíná pamětní kámen s textem.

## Dnešní stav
Dnes mohou návštěvníci v klatovských katakombách zhlédnout 30 mumifikovaných těl, 7 dalších je uloženo ve veřejnosti nepřístupné části krypt. Všechna těla jsou předmětem péče konzervátorů, o klimatické podmínky krypt se stará klimatolog. 
Katakomby, jež se během času staly významnou klatovskou památkou, atmosférou spojující věčnost s časností, připomínají nejen historii města a jezuitského řádu. Lze v nich pohlédnout do tváří těch, jejichž životy a činy se podílely na vytvoření dodnes viditelné tváře Klatov – k ní patří kostel, kolej, seminář, škola (gymnázium). Všechny tyto budovy vystavěli jezuité a výrazně tak změnili architekturu velké části jihozápadního města.
Ačkoliv dnes klatovské katakomby lze navštívit jako „samostatný objekt“, byly vždy součástí kostela. Původní vstup do katakomb byl z chrámové lodi, další pak z bývalé latinské školy (dnes komplex divadla).
Návštěvnost katakomb překonala roku 2016 47 tisíc.